# Julius Wellhausen
Julius Wellhausen (né le 17 mai 1844 à Hamelin et mort le 7 janvier 1918 à Göttingen) est un théologien protestant, qui exerça une influence profonde sur l'étude philologique de l’Ancien Testament.
Il est l'un des fondateurs de la critique radicale de la Bible. Wellhausen dénonce la prétendue historicité de larges portions de la Bible et n'y voit que des réminiscences de périodes plus tardives, notamment en ce qui concerne l’« époque des Rois ». Ses travaux s'appuient sur les méthodes de la critique textuelle des textes de l'Antiquité. Wellhausen est l'auteur de plusieurs théories, dont l'hypothèse documentaire, que ses étudiants Albrecht Alt et Martin Noth ont particulièrement développées.

## Biographie

### Études de théologie
Wellhausen était le fils du pasteur en second de Hamelin sur la Weser. Son prénom est celui d'un de ses oncles, chirurgien auprès de la cour guelfe de Hanovre. Son père, atteint d'une maladie nerveuse, dut interrompre assez jeune son activité de prédicateur et mourut en 1861, à seulement 52 ans. Sa mère succomba également à une maladie nerveuse compliquée d'artériosclérose avant ses 60 ans.
Wellhausen fit ses études secondaires au lycée de Hanovre puis à partir de 1862 étudia la théologie à Göttingen. Il se défia bientôt du luthéranisme orthodoxe de son père. Son intérêt passionné pour les livres de l'Ancien Testament, et notamment pour le prophète Élie joua un rôle important dans sa formation. Puis en 1863, il lut l’« Histoire du Peuple d'Israël » de Heinrich Ewald, qui eut une influence décisive sur l’orientation de ses études.
C’est grâce à Ewald que Wellhausen s'intéressa à l'histoire biblique considérée comme un tout, qu'à l'époque on ne pouvait connaître qu'en s'inscrivant à des cours d’hébreu, d’araméen et d’arabe. Si Wellhausen put tirer profit de la largeur de vue de ce professeur de Göttingen, il lui fallut aussi louvoyer face au comportement autocratique de son maître. On rapporte ainsi l'anecdote suivante : l'élève ayant refusé d'approuver l'opinion du professeur, selon laquelle le chancelier Bismarck n'aurait été qu'un « voyou », il fut mis à la porte de l'amphithéâtre. Mais ce genre d'altercation n'eut pas de conséquences durables.
Wellhausen exerça ensuite comme précepteur à Hanovre, où en 1867 il fit la connaissance d’Albrecht Ritschl. Ritschl lui recommanda la lecture des thèses de Karl Heinrich Graf sur l’Ancien Testament, qui reposaient principalement sur l'hypothèse que le Pentateuque était antérieur aux livres des prophètes. Les thèses de Graf devaient désormais absorber les pensées de Wellhausen. S'y ajoutèrent les vues convergentes de Wilhelm de Wette et de Wilhelm Vatke (de). Par contre, Ritschl n'eut que peu d'influence sur Wellhausen.

### Professeur d'université
En 1868, Wellhausen fut nommé répétiteur à la chaire de théologie de Göttingen, ce qui lui donna la possibilité de préparer sa thèse d’habilitation en 1870. Ensuite Wellhausen exerça comme privat-docent à Göttingen. Grâce à August Dillmann, un disciple d’Ewald, il obtint en 1872 la chaire de professeur ordinaire de littérature de l'Ancien Testament à l’université de Greifswald, où professaient Hermann Cremer (de) et Ulrich von Wilamowitz-Moellendorff. Ces deux hommes se lièrent d'amitié avec leur nouveau collègue. Theodor Mommsen, le beau-père de Wilamowitz, devint pour Wellhausen le modèle de l'historien. La vision herméneutique de l'histoire de Mommsen s'opposait au credo de l'objectivité défendu par Leopold von Ranke.
En 1872 parut l’ouvrage de Wellhausen consacré aux livres de Samuel. Suivirent « Pharisiens et Sadducéens » (Die Pharisäer und die Saduzäer, 1874), la 4e édition de l’« Introduction à la lecture de l'Ancien Testament » de F. Bleek (1878), renommée La Composition de l’Hexateuque, et le volume I de l’« Histoire d'Israël » (Geschichte Israels, renommée « Prolégomènes à l'Histoire d'Israël » (Prolegomena zur Geschichte Israels) lors de sa deuxième édition. C'est d'ailleurs au sujet de ce dernier livre qu'éclata une vive polémique entre les érudits de l'époque, au rang desquels August Dillmann et Franz Delitzsch. Mais certains auteurs traditionalistes, comme le comte von Baudissin et Rudolf Kittel Sen., ou le Hollandais Abraham Kuenen et l'Écossais William Robertson Smith prirent fait et cause pour les idées de Wellhausen.
Wellhausen épousa le 25 juin 1875 Marie Limpricht (1856-1925), fille aînée du chimiste Heinrich Limpricht. Marie était alors une pianiste réputée. Sa renommée s'accrut encore par la suite en tant que disciple de Max Reger. Ce mariage resta stérile.

### L'hypothèse documentaire

Présentation stemmatique de l'hypothèse documentaire ;
- contient l'essentiel du Lévitique ; † contient l'essentiel du Deutéronome ; ǂ contient les livres de Josué, des Juges, de Samuel (I et II), des Rois (I et II).

Wellhausen est en particulier l'auteur d'une version élaborée de l'hypothèse documentaire, dite « système de Graf-Wellhausen » ; pour lui, la Torah aurait été rédigée à partir de quatre textes antérieurs :
- le document jahviste (J), où le Dieu d'Israël est nommé YHWH. Sa fixation (orale ou écrite) aurait eu lieu à Jérusalem à la fin du Xe siècle av. J.-C., sous le règne de Salomon ;
- le document élohiste (E), où le Dieu d'Israël est nommé Elohim ;
- l'histoire deutéronomiste (D) ;
- et le document sacerdotal (P).

Wellhausen a trouvé ses premiers contradicteurs en Amérique du Nord, mais aussi en Allemagne même. Ses conclusions ont été mises en cause au milieu du XIXe siècle par l’apologétique fondamentaliste. Elles sont néanmoins restées prédominantes parmi les exégètes jusqu'aux dernières décennies du XXe siècle, époque à laquelle elles ont été abandonnées par la majorité des chercheurs. Ceux-ci leur ont substitué deux théories, celle des fragments et celle des compléments, déjà formulées auparavant, tout en incluant dans leurs travaux la probable existence de D et de P.
Une conséquence directe des recherches de Wellhausen, fut qu'elles l'amenèrent à solliciter en 1880 du ministre des cultes de Prusse Friedrich Althoff son transfert à la faculté de philosophie, afin de ne plus avoir à former d'étudiant à la prêtrise. Le ministre ayant ignoré cette requête deux années de suite, Wellhausen démissionna en 1882 de sa chaire et passa une habilitation comme privat-docent de philologie sémitique à Göttingen. Sur ces entrefaites, le ministre le nomma professeur extraordinaire à la Faculté de philosophie de Halle. À cette époque, Wellhausen fit la connaissance du comte Wolf von Baudissin et de ses amis, Wilhelm Herrmann et le cercle de Marbourg, Adolf Jülicher (de), Benedikt Niese (de) et Ferdinand Justi.

### Reconnaissance internationale
Dès 1881 il rédigea pour l’Encyclopædia Britannica un article sur l'histoire d'Israël, publié par la suite en langue allemande sous le titre Abriss der Geschichte Israels und Judas (1884). Pour les chapitres consacrés aux Prophètes, il s’adjoignit les services de son ami Bernhard Duhm. En 1883, William Robertson Smith l'invitait à Édimbourg et il y fit aussi la connaissance de Thomas Carlyle, alors Lord-recteur de l’université, que ses écrits avaient impressionné. En 1887 parut « Vestiges du paganisme arabe » (Die Reste des arabischen Heidentums), tandis qu'éclatait une controverse avec Eduard Meyer dont il critiquait le dernier livre sur l’« Apparition du judaïsme » (Die Entstehung des Judentums, Halle, 1896).
Lorsqu'en 1890 le successeur d’Ewald, Paul de Lagarde, mourut, l'opinion publique et ses amis, comme Rudolf Smend, poussèrent Wellhausen à postuler pour la chaire laissée vacante. Theodor Nöldeke avait, pour sa part, renoncé à poser sa candidature. Wellhausen prononça ses premières conférences à Göttingen à l'automne 1892. La même année, il devint membre de l’Akademie der Wissenschaften zu Göttingen. Il se retira en 1903 pour raison de santé. En 1894 paraissait « Histoire d'Israël et des Juifs » (Israelitische und jüdische Geschichte), puis en 1902 « La chute de l’empire musulman » (Das arabische Reich und sein Sturz). Cette même année, il se mit à préparer des études sur les Évangiles : il publia un commentaire sur l'évangile de Marc (1903), les évangiles de Matthieu et de Luc (1904), et enfin en 1905 une introduction aux trois premiers évangiles. Les recherches néo-testamentaires de Wellhausen s'appuient sur l'ensemble des études scientifiques disponibles à l'époque : là sont la grandeur et les limites de son travail. En préparant son commentaire sur l'Évangile de Jean (paru en 1908), Wellhausen releva l'hétérogénéité de composition de cet évangile. Il transparaît là le fruit de discussions avec Eduard Schwartz. Wellhausen devait influencer Albert Schweitzer tout comme Rudolf Bultmann par la suite.
En ce qui concerne sa constitution physique, Wellhausen pâtit de l'héritage familial : on parle de ses troubles gastriques chroniques, de ses insomnies et de son artériosclérose, qui l'empêchèrent pratiquement d'écrire au cours de ses dernières années. C'est ainsi qu'à peine âgé de 60 ans, il devenait sourd. Pour autant, Wellhausen est décrit comme un homme gai, d'humeur égale, et recélant, derrière des allures professorales et érudites, un charme rustique.

## Principales œuvres
L’œuvre scientifique de Wellhausen fut de plus en plus marquée par le principe selon lequel « il importe avant tout d'exprimer sa pensée et les faits sur lesquels elle se fonde, ou, comme le professait Ewald, de toujours ne dire que ce dont on est certain ». Il se défia toujours des recherches sumériennes et de l’Histoire religieuse. On a déjà évoqué son opposition avec Eduard Meyer, dans laquelle on voit aujourd'hui l'antagonisme entre une perspective nationaliste (celle de Wellhausen) et une vision universaliste (celle de Meyer). Ainsi par exemple il apporta son soutien à la candidature controversée d’un Wilhelm Bousset à la Königliche Gesellschaft der Wissenschaften zu Göttingen.
- (en) Prolegomena to the History of Ancient Israel [« Prolegomena zur Geschichte Israels »], Wipf & Stock Publishers, 1878 (réimpr. 2003), 568 p., A5 (ISBN 1-59244-338-9, lire en ligne)
- (de) Reste Arabischen Heidentums, VDM Verlag, 1887 (réimpr. 2007), A5 (ISBN 978-3-8364-0686-4, OCLC 180734557)
- « Die Composition des Hexateuchs », Jahrbücher für deutsche Theologie 1876, 392-450. 531-602; 1877, 407-479.
- Geschichte Israels, 1877, renommé Prolegomena zur Geschichte Israels en 1879.